# Уфимский институт путей сообщения СамГУПС
Уфимский институт путей сообщения (УфИПС) — филиал Самарского государственного университета путей сообщения в городе Уфе. С 2009 года включает в себя Уфимский техникум железнодорожного транспорта.

## История

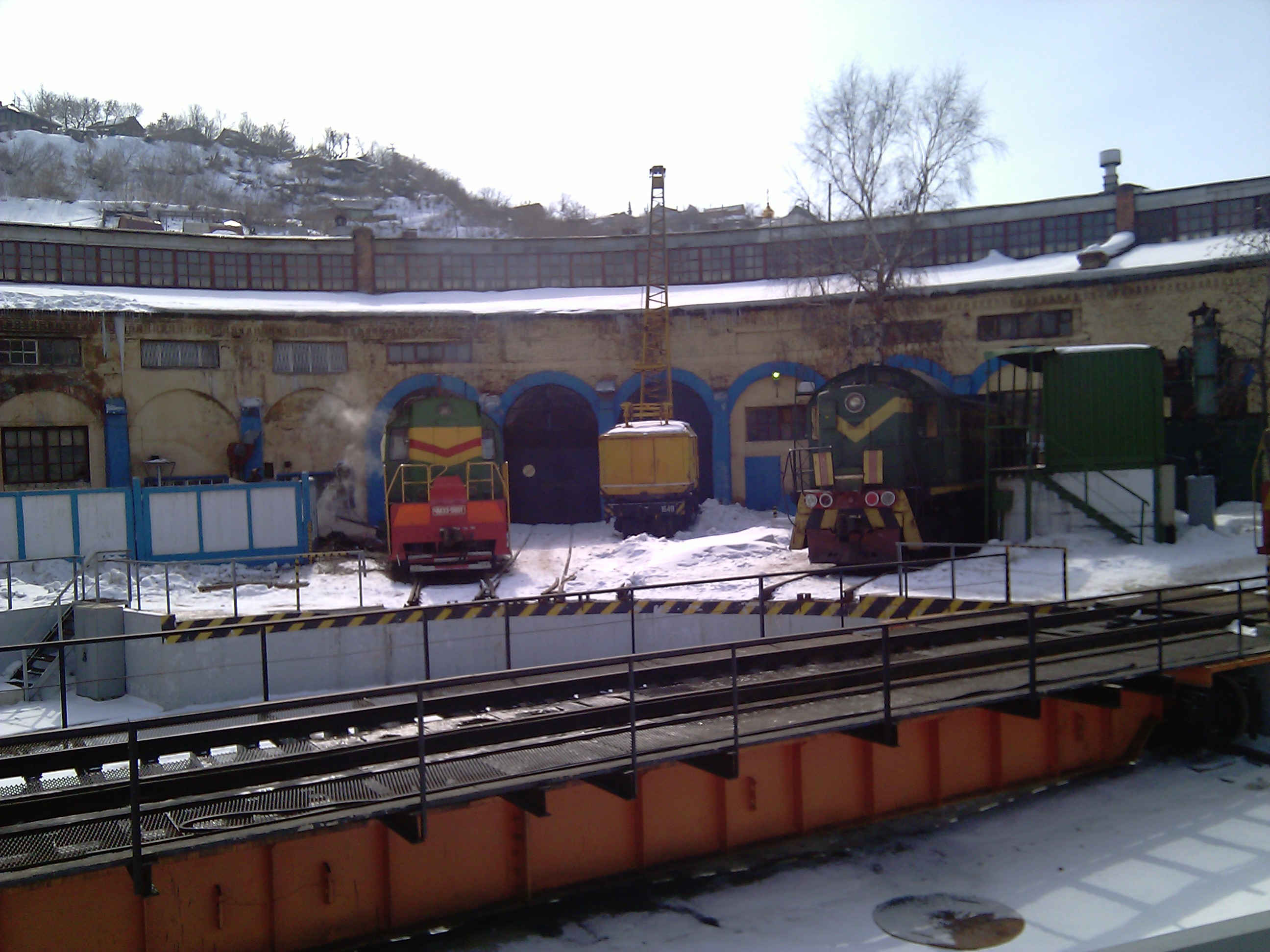
Уфимское железнодорожное депо

Филиал Самарского государственного университета путей сообщения в Уфе основан в 1958 году как Уфимский учебно-консультационный пункт Всесоюзного заочного института инженеров транспорта.
По приказу № 37/Ц от I/VП-59 года Министерства путей сообщения СССР в Уфе с 1 сентября 1959 года открылся техникум железнодорожного транспорта на базе Уфимской железной дороги для подготовки кадров Башкирского отделения Куйбышевской железной дороги. Первые годы учебный корпус техникума располагался в здании клуба Уфимского тепловозоремонтного завода. Затем учебный корпус переведён в здание по адресу: улица Вокзальная, 47А.  
В 2003 году, в Дёмском районе, построены новые учебные корпус и полигон на территории общей площадью 3,1 га. Также у техникума есть мастерские в локомотивном депо станции Уфа, где размещены слесарный, механический, электромонтажный, деревообрабатывающий и сварочный участки.
С июля 2007 года техникум вошёл в единый университетский комплекс, который объединяет все железнодорожные техникумы и институты Куйбышевской, Приволжской и Горьковской железных дорог.

## Руководство
Уфимского техникума железнодорожного транспорта:
- 1959–1964 годы — Василий Михайлович Ракитин
- 1964–1983 годы — Иван Иванович Приклонский
- 1983–2000 годы — Анатолий Петрович Литинский
- 2001–2003 годы — Павел Михайлович Ситник
- с 2003 года — Владимир Юрьевич Захаров